# Mussaenda herderscheeana
Mussaenda herderscheeana är en måreväxtart som beskrevs av Theodoric Valeton. Mussaenda herderscheeana ingår i släktet Mussaenda och familjen måreväxter. Inga underarter finns listade i Catalogue of Life.